# AIM-7 Sparrow
El AIM-7 Sparrow es un misil aire-aire de medio alcance, guiado por radar semiactivo, operado por la Fuerza Aérea, la Armada y el Cuerpo de Marines de los Estados Unidos, así como por las fuerzas aéreas de otros países aliados y miembros de la OTAN. El misil Sparrow y sus derivados fueron el principal misil aire-aire de "mas allá del rango visual" (BVR) de occidente, desde finales de los años 1950 hasta los años 1990. Aún permanece en servicio, pero está siendo sustituido progresivamente por el AIM-120 AMRAAM, un misil más avanzado guiado por radar activo.
Los primeros Sparrow fueron diseñados para atacar objetivos grandes, principalmente bombarderos, y tenían serias limitaciones para otros usos. Contra los objetivos más pequeños, la necesidad de recibir una señal de radar fuerte dificultó el bloqueo del objetivo en el alcance efectivo del misil. El radar del avión atacante debía apuntar al objetivo durante todo el combate. Además, los primeros modelos solo fueron efectivos contra objetivos en la misma o mayor altitud, para ataques hacia abajo las reflexiones desde el suelo se convirtieron en un problema.
Varios diseños actualizados del Sparrow fueron desarrollados para resolver estos problemas. A principios de la década de 1970, la Real Fuerza Aérea británica estrenó una versión con un buscador monopulso inverso y un motor mejorado, conocido como Skyflash, mientras que la Fuerza Aérea italiana introdujo el Aspide muy similar. Ambos tenían la capacidad de ser disparados hacia objetivos por debajo del avión lanzador («mira hacia abajo, dispara hacia abajo»), que fueron más resistentes a las contramedidas y más certeros en la fase terminal. Este concepto básico fue incuido en los Sparrow de EE. UU. en el modelo M (por monopulso) y algunos de ellos fueron actualizados más adelante como el modelo P, el último en producción en los EE. UU. Los Aspides vendidos a China dieron como resultado el PL10 producido localmente. La Fuerza Aérea de Autodefensa de Japón todavía tiene en servicio al misil Sparrow, pero está siendo sustituido progresivamente por el Mitsubishi AAM-4 .
El AIM-7 ha sido utilizado como base para otro misil tierra-aire, el RIM-7 Sea Sparrow, utilizado por la Marina de los Estados Unidos en la defensa del espacio aéreo de sus embarcaciones. Disparados desde baja altitud y volando directamente hacia sus objetivos, sin embargo, el rango de los misiles en este rol se ve grandemente disminuido debido a la atmósfera de esas altitudes. Con el retiro de los Sparrow del rol aire-aire, una nueva versión del Sea Sparrow fue producida, él más grande y capaz RIM-162 ESSM.
Los pilotos de los países miembros de la OTAN utilizan en las comunicaciones por radio, la denominación Fox One cuando se lanza un misil guiado por radar semiactivo, como es el caso del AIM-7 Sparrow.

## Desarrollo

### Sparrow I

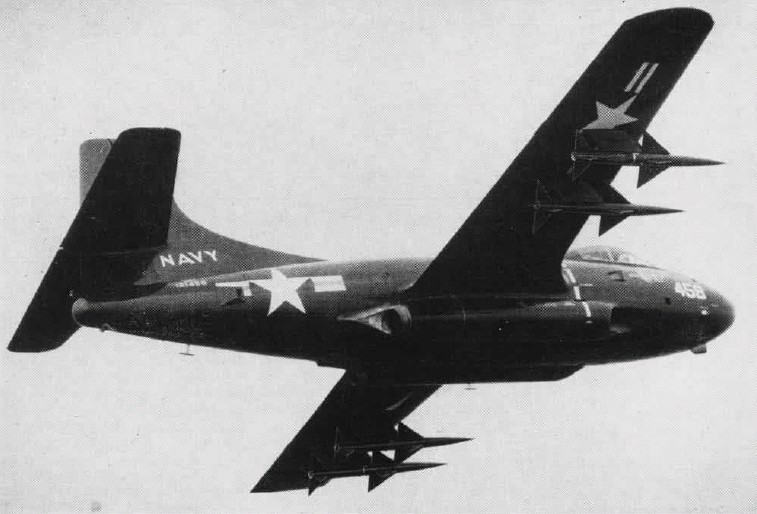
Cuatro misiles AAM-N-2 Sparrow I durante las pruebas en un F3D Skyknight a principios de la década de 1950

El Sparrow surgió de un programa de la Armada de los Estados Unidos a fines de la década de 1940 para desarrollar un arma de cohete guiada para su uso aire-aire. En 1947, la Armada contrató un Sperry para construir una versión para montar en un HVAR estándar de 5 pulgadas (127 mm), el cohete aéreo no guiado estándar, bajo el Proyecto Hotshot. El arma fue apodada como KAS-1, luego AAM-2 y, a partir de 1948, AAM-N-2. El fuselaje fue desarrollado por Douglas Aircraft Company. El diámetro del HVAR se convirtió en un problema para la electrónica, lo que llevó a Douglas a expandir el fuselaje del misil a un diámetro de 8 pulgadas (203 mm). El prototipo de arma comenzó las pruebas de vuelo sin potencia en 1947, e hizo su primera intercepción aérea en 1952.
Después de un ciclo de desarrollo prolongado, el AAM-N-2 Sparrow se inició inicialmente en un servicio limitado en 1954 con cazas nocturnos Skyknights especialmente adaptados para todo tipo de clima. En 1956, se unieron los aviones de combate F3H-2M Demon y F7U Cutlass. En la comparación con las versiones modernas, el gorrión era más aerodinámico y tenía un fuselaje en forma de bala con una nariz larga y puntiaguda.
Gorrión era un arma limitada y bastante primitiva. Las limitaciones de la guía de la conducción del rayo se restringieron a los objetivos de la comunicación. Sólo se produjeron alrededor de 2,000 rondas para esta norma.

### Sparrow II
Ya en 1950 Douglas examinó el equipo con un buscador de radar activo, conocido como XAAM-N-2a Sparrow II, el original retroactivamente se convierte en Sparrow I. En 1952 se le dio el nuevo código AAM-N-3. El radar activo en Sparrow II es un arma de "disparar y olvidar", usar varios disparos en el mismo tiempo.
Para 1955, Douglas propuso continuar con el desarrollo, con la intención de fuera del arma principal del interceptor F5D Skylancer. Más tarde, se seleccionó, con cierta controversia, como el arma principal del interceptor supersónico Avro Arrow canadiense, junto con el nuevo sistema de control de incendios Astra. Para uso canadiense y como segunda fuente de misiles de EE. UU., Se seleccionó a Canadair para construir los misiles en Quebec.
El pequeño tamaño del proyecto de misiles y el rendimiento limitado del radar AN/APQ-64 de banda K, y nunca fue capaz de funcionar en las pruebas. Después de un considerable desarrollo y pruebas de cocción en los EE. UU. Y Canadá, Douglas abandonó el desarrollo en 1956. Canadá continuó su desarrollo hasta que la Flecha se canceló en 1959.

### Sparrow X
Una subvariante del Sparrow I armada con la misma ojiva nuclear que el MB-1 Genie se propuso en 1958, pero fue cancelada poco después.

### Sparrow III
Simultáneamente al desarrollo del Sparrow I, en 1951, Raytheon comenzó a trabajar en la versión del radar semiactivo de la familia de los misiles Sparrow, el AAM-N-6 Sparrow III. La primera de estas armas en el servicio de la Marina de los Estados Unidos en 1958.
El AAM-N-6a era similar al -6, pero usó un nuevo motor de combustible líquido Thiokol para mejorar el rendimiento. También incluyó cambios en la electrónica de la guía para hacerla efectiva. El -6a también fue seleccionado para armar a los luchadores del F-110A Spectre (F-4 Phantom) de la Fuerza Aérea en 1962, conocido como AIM-101. Entró en producción en 1959, con 7500 en construcción.
Durante este año, la Fuerza Aérea y la Marina acordaron convenciones de nomenclatura estandarizadas para sus misiles. Los gorriones se convirtieron en la serie AIM-7. El Sparrow I original y el Sparrow II abortado se convirtieron en el AIM-7A y el AIM-7B, a pesar de que ambos están fuera del servicio. El -6, -6a, y -6B se convirtieron en el AIM-7C, AIM-7D y AIM-7E respectivamente.

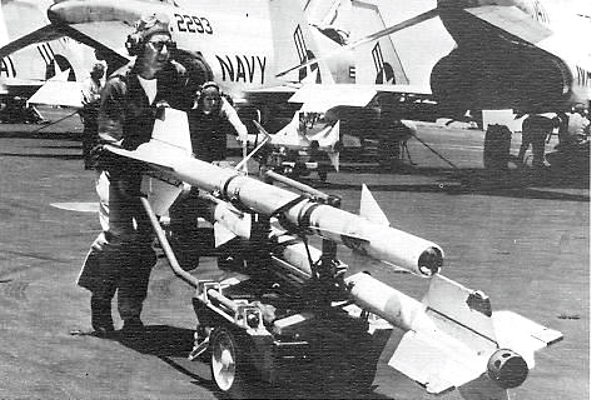
Un misiles AIM-9B Sidewinder (arriba) y un AIM-7D Sparrow (abajo) a punto de ser instalados en un F-4D Phantom a bordo del USS America, el 8 de junio de 1967.

Se produjeron 25,000 AIM-7E, y se utilizaron ampliamente durante la guerra de Vietnam, donde su desempeño fue generalmente decepcionante. Los resultados fueron una combinación de problemas de confiabilidad (exacerbados por el clima tropical), entrenamiento piloto en combate de combate y reglas restrictivas de combate que generalmente prohíben los compromisos de BVR (más allá del alcance visual). La probabilidad de muerte del AIM-7E fue inferior al 10%; Los pilotos de caza estadounidenses derribaron 59 aviones de los 612 Sparrows disparados. De los 612 misiles AIM-7D/E/E-2 disparados, 97 (o 15.8%) alcanzaron sus objetivos, lo que resultó en 56 (o 9.2%) muertes. Dos muertes se obtuvieron más allá del alcance visual.
En 1969 se introdujo una versión mejorada, la E-2, con muchas recomendaciones y varios cambios en la fundición. Considerado como "Sparrow de la pelea de perros", el AIM-7E-2 fue diseñado para ser usado en otros más cortos donde el misil todavía viajó a las altas velocidades, y en el aspecto frontal, lo que hace es mucho más útil en las limitaciones visuales impuestas los compromisos Aun así, su tasa de muertes fue de solo un 13% en el combate, lo que llevó a cabo la práctica de disparar los cuatro al mismo tiempo con la esperanza de aumentar la probabilidad de muertes. Su peor tendencia fue prematuramente, aproximadamente a mil pies frente al avión de lanzamiento, pero también tuvo muchas fallas en el motor, vuelos erráticos y problemas de fuzing. Una versión E-3 incluyó cambios adicionales en la fusión, y un E-4 presentó un buscador modificado para usar con el F-14 Tomcat.

### Registros de la guerra de Vietnam (1965-1973)
| Avión de Lanzamiento | Modelo   | Avión alcanzado     | Fecha                        |
| -------------------- | -------- | ------------------- | ---------------------------- |
| F-4C Phantom II      | AIM-7D   | 1 MiG-17            | 1967                         |
| F-4C Phantom II      | AIM-7E   | 3 MiG-17, 10 MiG-21 | 1967-1968                    |
| F-4D Phantom II      | AIM-7E   | 4 MiG-17, 2 MiG-21  | 1968-1972                    |
| F-4D Phantom II      | AIM-7E-2 | 18 MiG-21, 3 MiG-19 | enero de 1972- junio de 1972 |
| F-4E Phantom II      | AIM-7E-2 | 8 MiG-21, 1 MiG-19  | agosto de 1972-1973          |

| Avión de Lanzamiento | Modelo   | Avión alcanzado                               | Fecha              | Barco de salida                                                                                     |
| -------------------- | -------- | --------------------------------------------- | ------------------ | --------------------------------------------------------------------------------------------------- |
| F-4B Phantom II      | AIM-7D   | 4 MiG-17 (incluye 2 probables)                | 1965-1968          | Combatientes estadounidenses lanzados desde USS Ranger CV-61, USS Midway CV-41, USS Coral Sea CV-43 |
| F-4C Phantom II      | AIM-7E   | 2 An-2 (Antonov Biplanos), 2 MiG-21, 1 MiG-17 | 1968-1972          | Combatientes estadounidenses lanzados desde USS Constellation CV-64 y USS Enterprise CVN-65         |
| F-4J Phantom II      | AIM-7E-2 | 1 MiG-21                                      | enero de 1972-1973 | Combatientes estadounidenses lanzados desde USS Saratoga CV-60                                      |

| Aviones derribados          | USAF | USN | Bajas combinadas |
| --------------------------- | ---- | --- | ---------------- |
| Antonov An-2                | N/A  | 2   | 2                |
| Mikoyan-Gurevich MiG-17     | 8    | 5   | 13               |
| Mikoyan-Gurevich MiG-19/J-6 | 4    | N/A | 4                |
| Mikoyan-Gurevich MiG-21     | 38   | 3   | 41               |
| Total                       | 50   | 10  | 60               |

Las versiones mejoradas del AIM-7 se desarrollaron en la década de 1970 en un intento por abordar las limitaciones del arma. El AIM-7F, que entró en servicio en 1976, tenía un motor de cohete de doble etapa para un rango más largo, electrónica de estado sólido para una confiabilidad mucho mayor y una ojiva más grande. Incluso esta versión tenía espacio para mejoras, lo que llevó a British Aerospace y la firma italiana Alenia a desarrollar versiones avanzadas de Sparrow con mejor rendimiento y electrónica mejorada como BAe Skyflash y Selenia Aspide, respectivamente.

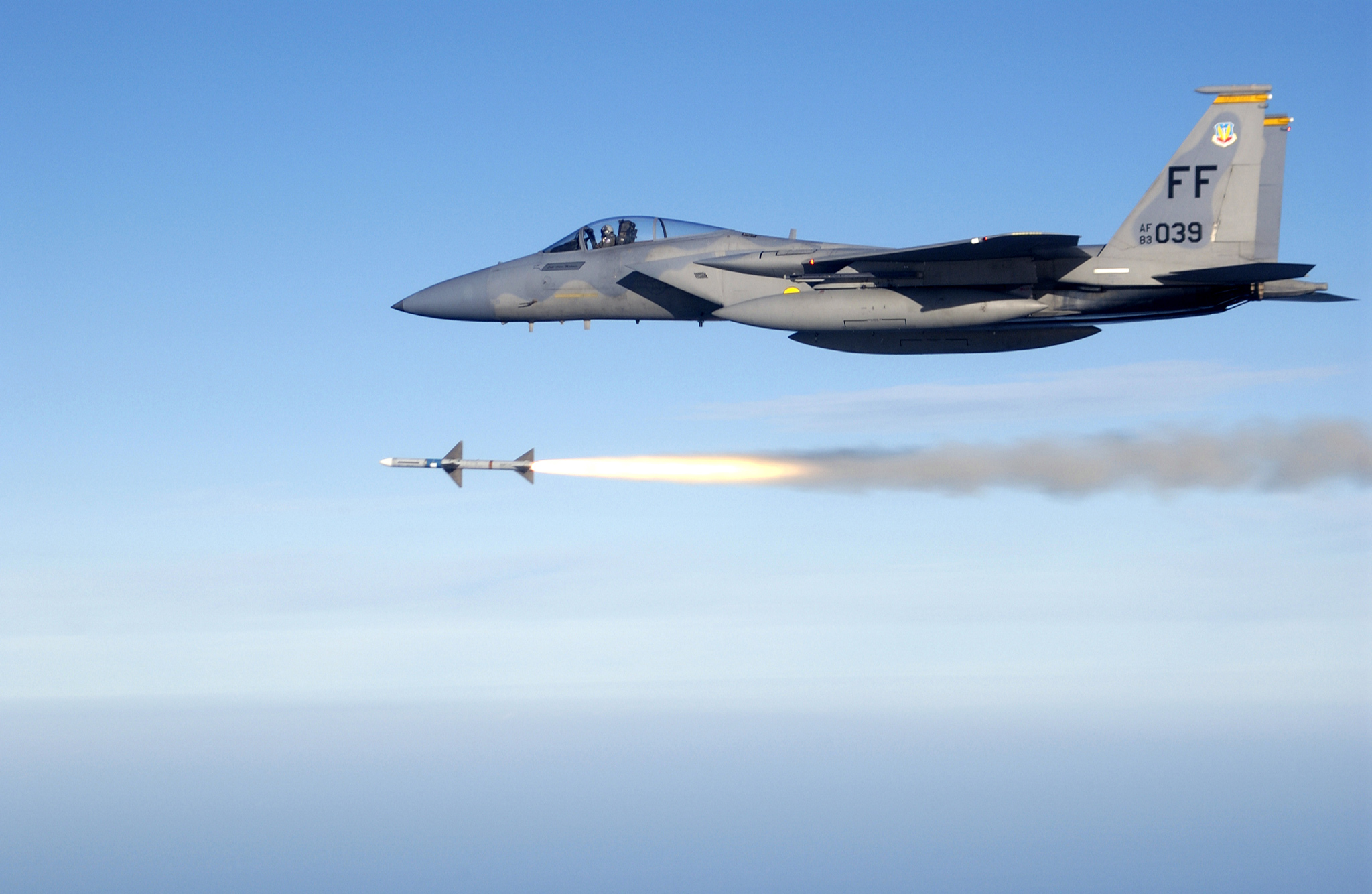
Lanzamiento de un AIM-7M Sparrow desde un F-15 Eagle.

La versión más común del Sparrow hoy, el AIM-7M, entró en servicio en 1982 y contó con un nuevo buscador monopulso inverso (que coincide con las capacidades de Skyflash), fusible de proximidad de radar activo, controles digitales, resistencia mejorada de ECM y mejor altitud baja actuación. Se usó para una buena ventaja en la guerra del Golfo de 1991, donde obtuvo muchos derribos aire-aire de la USAF. De los 44 misiles disparados, 30 (68.2%) alcanzaron sus objetivos previstos, lo que resultó en 24/26 (54.5%/59.1%) derribos. Se obtuvieron 19 derribos más allá del alcance visual.

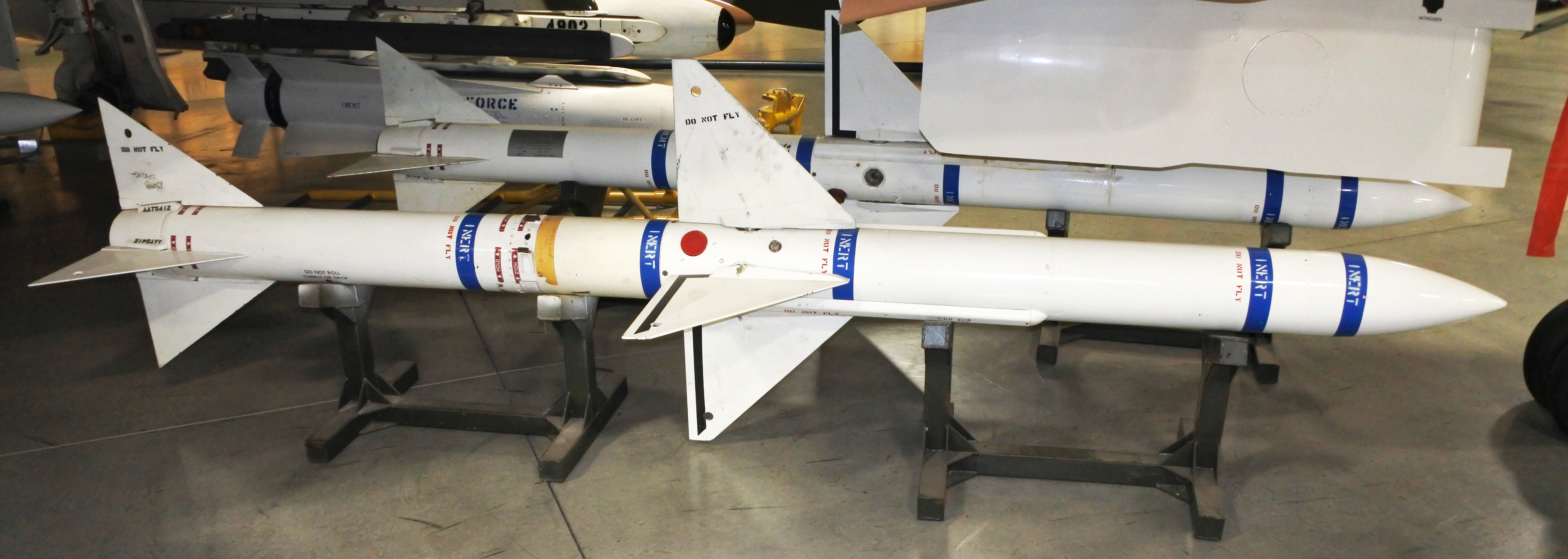
Un AIM-7M Sparrow en el Museo de la Base de la Fuerza Aérea Hill.

El AIM-7P es similar en su mayoría a las versiones M, y fue principalmente un programa de actualización para misiles de la serie M existentes. Los principales cambios fueron al software, mejorando el rendimiento de bajo nivel. Una actualización posterior del Bloque II agregó un nuevo receptor trasero que permite que el misil reciba una corrección de mitad de rumbo desde el avión de lanzamiento. Los planes inicialmente exigían la actualización de todas las versiones de M, pero actualmente se emiten P según sea necesario para reemplazar las M perdidas o eliminadas del inventario.
La versión final del misil fue el AIM-7R, que agregó un buscador de infrarrojos a un Bloque II de AIM-7P que no había cambiado. Un recorte general del presupuesto llevó a su cancelación en 1997.
Sparrow ahora está siendo eliminado con la disponibilidad del radar activo AIM-120 AMRAAM, pero es probable que permanezca en servicio durante varios años.

## Versiones extranjeras

### Canadá

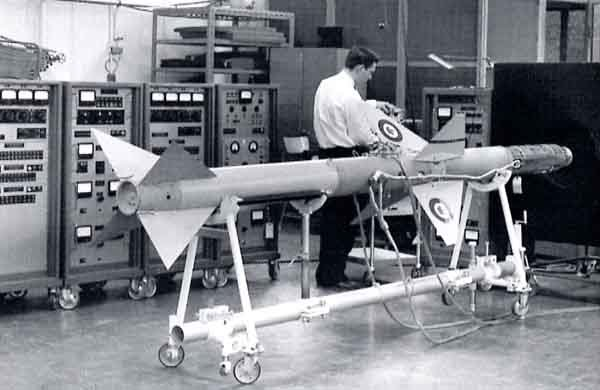
Un Sparrow II se prueba en una instalación de Canadair. Tenga en cuenta las insignias de la RCAF pintados en las aletas.

Como parte del programa Avro Canada CF-105 Arrow, Canadair (ahora Bombardier) se asoció con Douglas Aircraft Company en el desarrollo del Sparrow II (AAM-N-3/AIM-7B). Después de que Douglas abandonó este programa, Canadair continuó con él hasta la finalización del proyecto Arrow.
El AAM-N-3 Sparrow II era único porque tenía un sistema de guía de radar completamente activo. Esto combinó un transmisor de radar y un receptor en el misil, lo que hizo innecesario que el piloto mantuviera el avión apuntado al objetivo después de disparar el misil, a diferencia de los misiles de autogiro de radar semiactivos (SARH) que requieren guía continua asistida por radar durante el vuelo . Esto permitió que la aeronave que disparó el AAM-N-3 diera la vuelta, procesara a otros objetivos y/o escapara de posibles misiles de represalia disparados por la aeronave enemiga durante el tiempo que tarda el Gorrión en alcanzar su objetivo. A pesar de las ventajas significativas de este diseño sobre la guía SARH, todos los modelos subsiguientes del Sparrow utilizan el autogiro del radar semiactivo.
Para acomodar el sistema de guía de radar activo, el AAM-N-3 Sparrow II tenía un volumen mucho mayor que su predecesor. Su tamaño posteriormente establecería el precedente para todas las futuras variantes de Sparrow.
En 1959, Canadair había completado cinco misiles basados en armazones de aviones de Douglas y había construido dos modelos desde cero, cuando el programa se canceló con la cancelación de la Flecha.

### Grecia
Véase también: Skyguard I
El Skyguard I es un sistema antiaéreo que utiliza lanzadores AIM-7 Sparrow en tierra.

### Italia
Véase también: Selenia Aspide
La empresa italiana Finmeccanica (ahora Leonardo S.p.A.), Alenia Difesa, otorgó la licencia de la tecnología AIM-7E Sparrow de los EE. UU. Y produjo su propia versión mejorada llamada Aspide.

### República Popular de China
Véase también: PL-10
El LY-60/FD-60/PL-10 es una familia de misiles PRC desarrollados por la Academia de Ciencia y Tecnología de Shanghái, basada en gran parte en el misil Aspide italiano, una versión del Sparrow. Hay cuatro versiones del diseño básico, tres de las cuales son de superficie a aire y una de aire a aire.

### Unión Soviética
Véase también: Vympel R-23
La Unión Soviética adquirió un AIM-7 en 1968 y un equipo de Vympel comenzó a copiarlo como el K-25. El misil no entró en producción, ya que se pensaba que el R-23 tenía mejor versatilidad, alcance, lógica de procesamiento de señal e inmunidad contra interferencias. El trabajo de K-25 terminó en 1971, pero el análisis del Gorrión se usó más tarde para informar el diseño del Vympel R-27, particularmente los servomecanismos y las alas móviles.

### Reino unido
Véase también: Skyflash
British Aerospace (BAe) autorizó la tecnología AIM-7E2 en la década de 1970, produciendo el misil Skyflash. Skyflash utilizó un buscador semiactivo Marconi XJ521 monopulse junto con mejoras en la electrónica. Fue impulsado por el motor de cohete Aerojet Mk52 mod 2 (más tarde por el Rocketdyne Mk38 mod 4). Skyflash entró en servicio con la Royal Air Force (RAF) en su Phantom FG.1/FGR.2 en 1978, y más tarde en el Panavia Tornado ADV F3. Skyflash también fue exportado a Suecia para usarlo en sus cazas Saab 37 Viggen.
BAe y Thomson-CSF propusieron una versión mejorada con buscador de radar activo, llamada Active Sky Flash, pero no recibió fondos porque la RAF optó por otros misiles.

## Diseño
El Sparrow tiene cuatro secciones principales: sección de guía, ojiva, control y motor de cohete (actualmente el motor de cohete de propulsor sólido Hercules MK-58). Tiene un cuerpo cilíndrico con cuatro alas en la parte media del cuerpo y cuatro aletas de la cola. Aunque las dimensiones externas del Gorrión se mantuvieron relativamente sin cambios de un modelo a otro, los componentes internos de los misiles más nuevos representan mejoras importantes, con capacidades enormemente aumentadas. La ojiva es del tipo de varilla continua.
Al igual que con otros misiles guiados por radar semiactivos, el misil no genera señales de radar, sino que se dirige a las señales de onda continua reflejadas desde el radar de la plataforma de lanzamiento. El receptor también detecta la guía del radar para permitir comparaciones que mejoran la resistencia del misil a la interferencia pasiva.

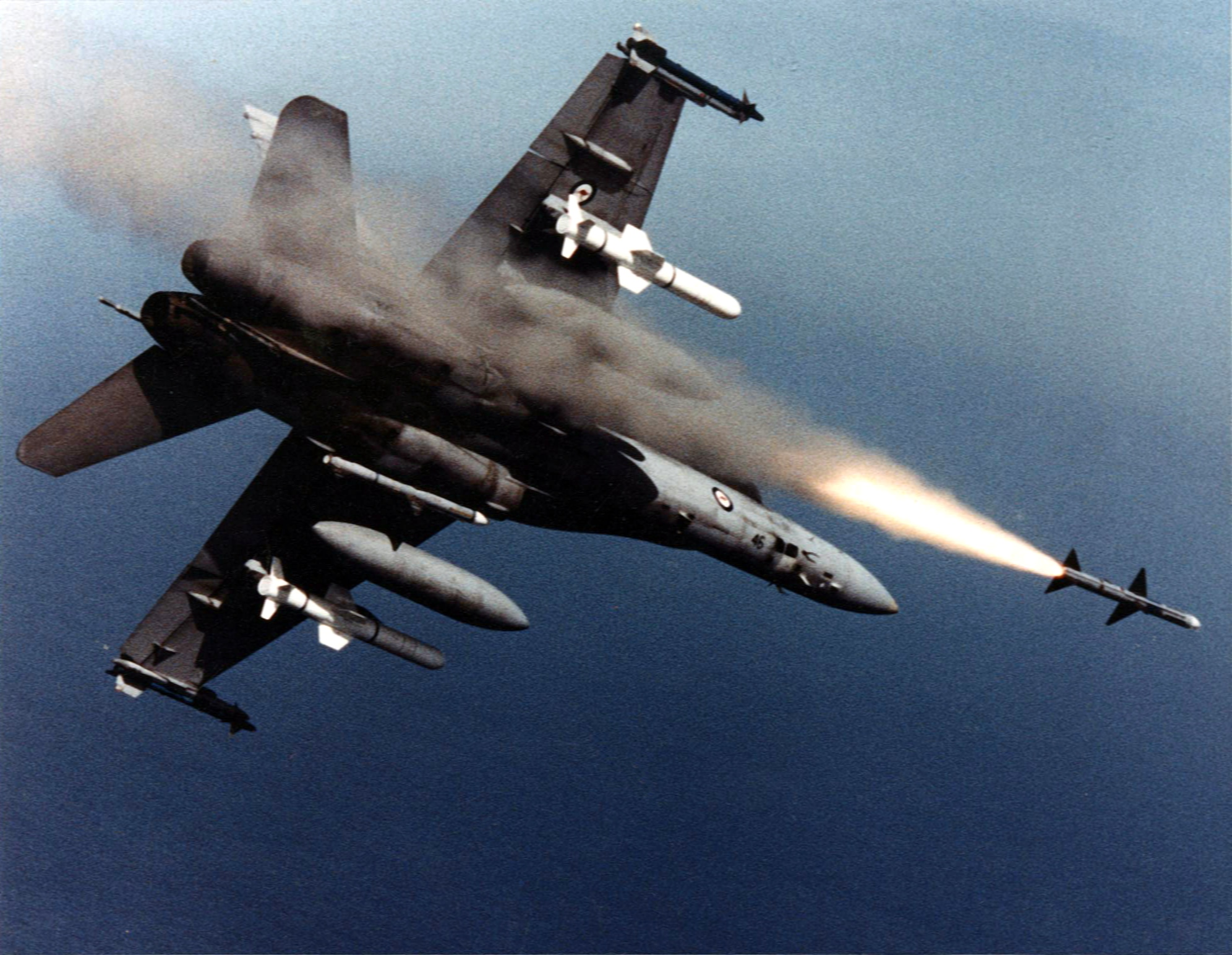
Un F-18A Hornet disparando un misil AIM-7 Sparrow.
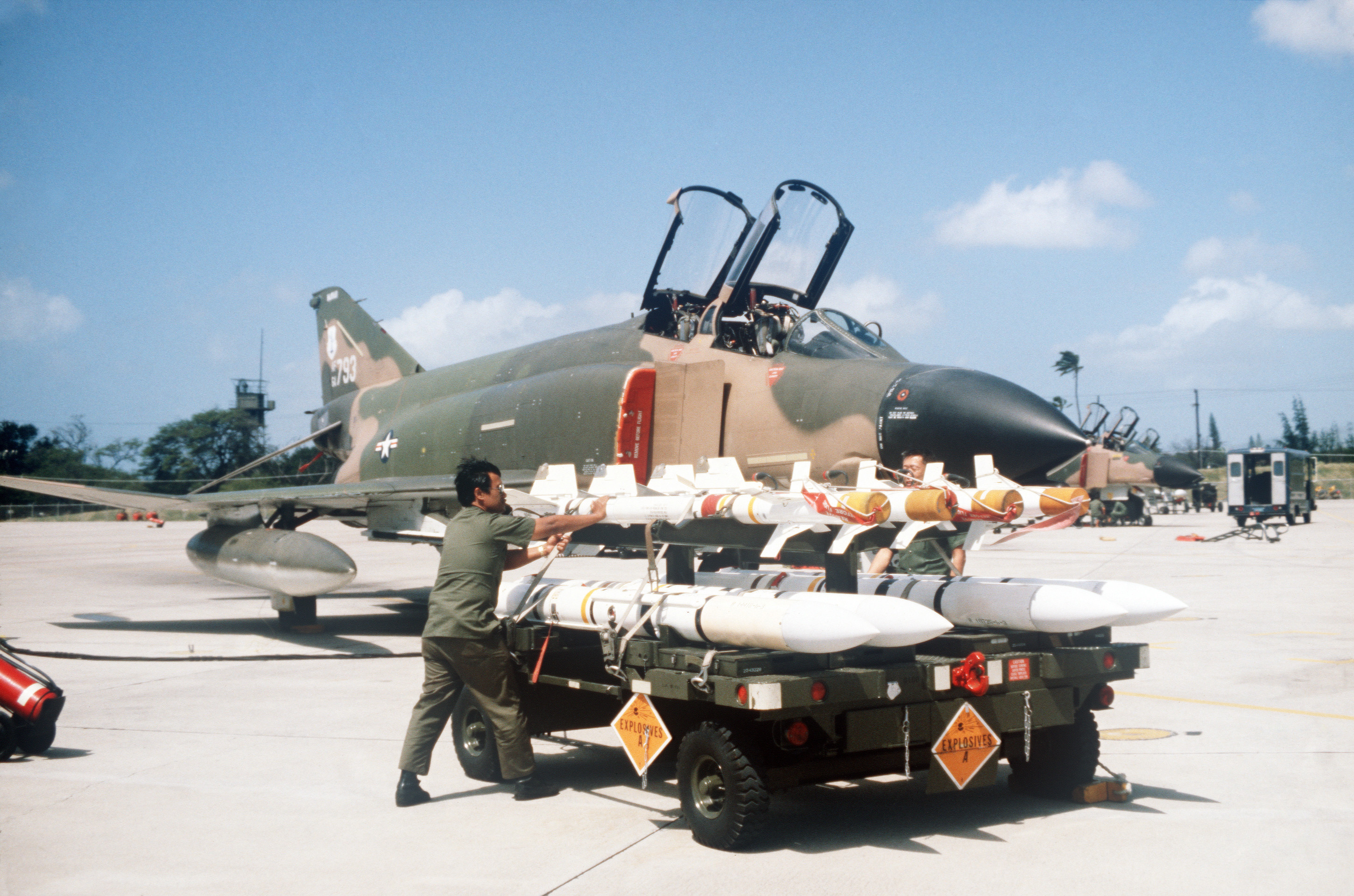
Un AIM-7Es siendo cargado en un ANG F-4C Hawaii en 1980
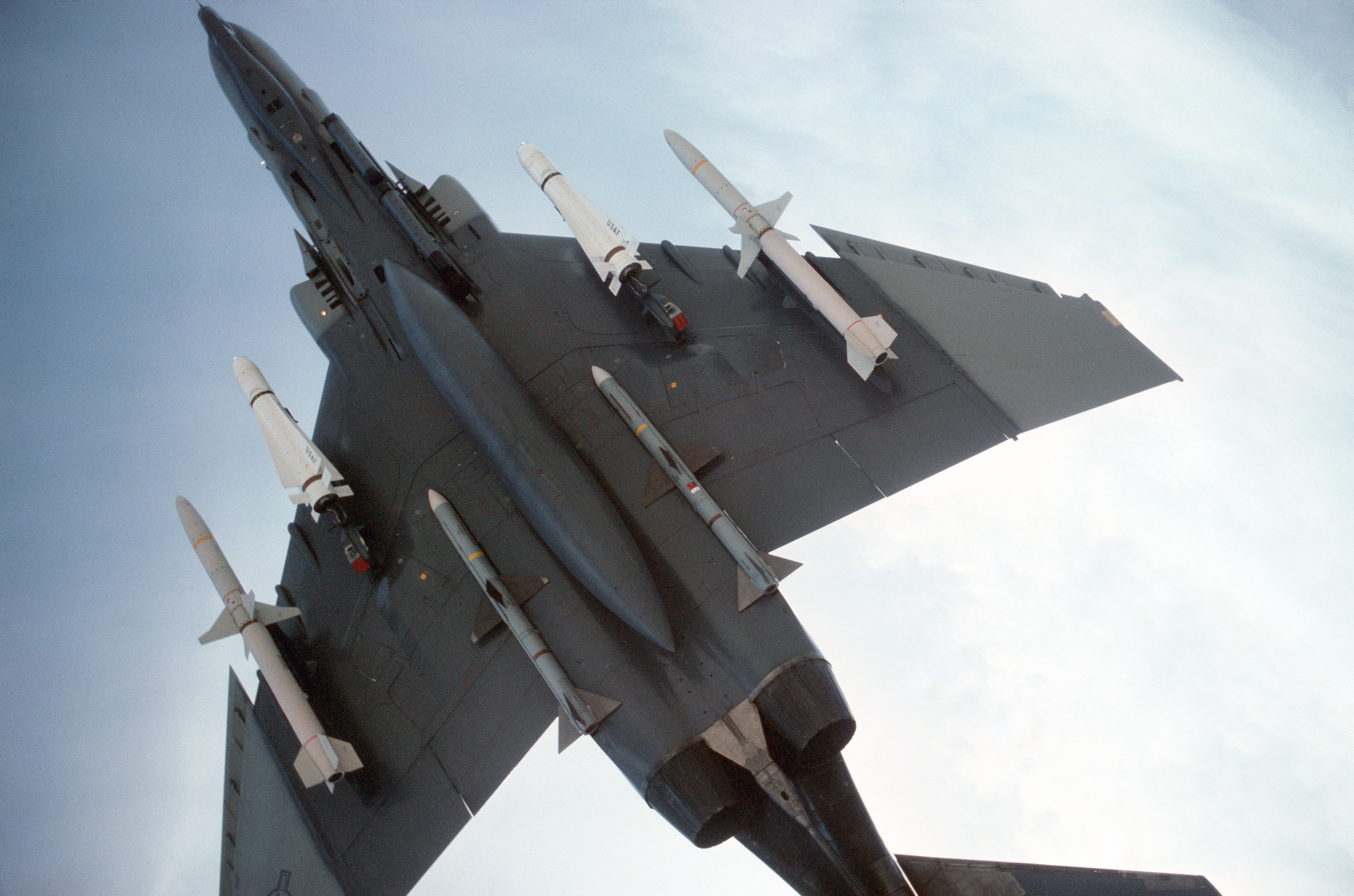
AIM-7Ms en un  TFW F-4G 37th en 1988
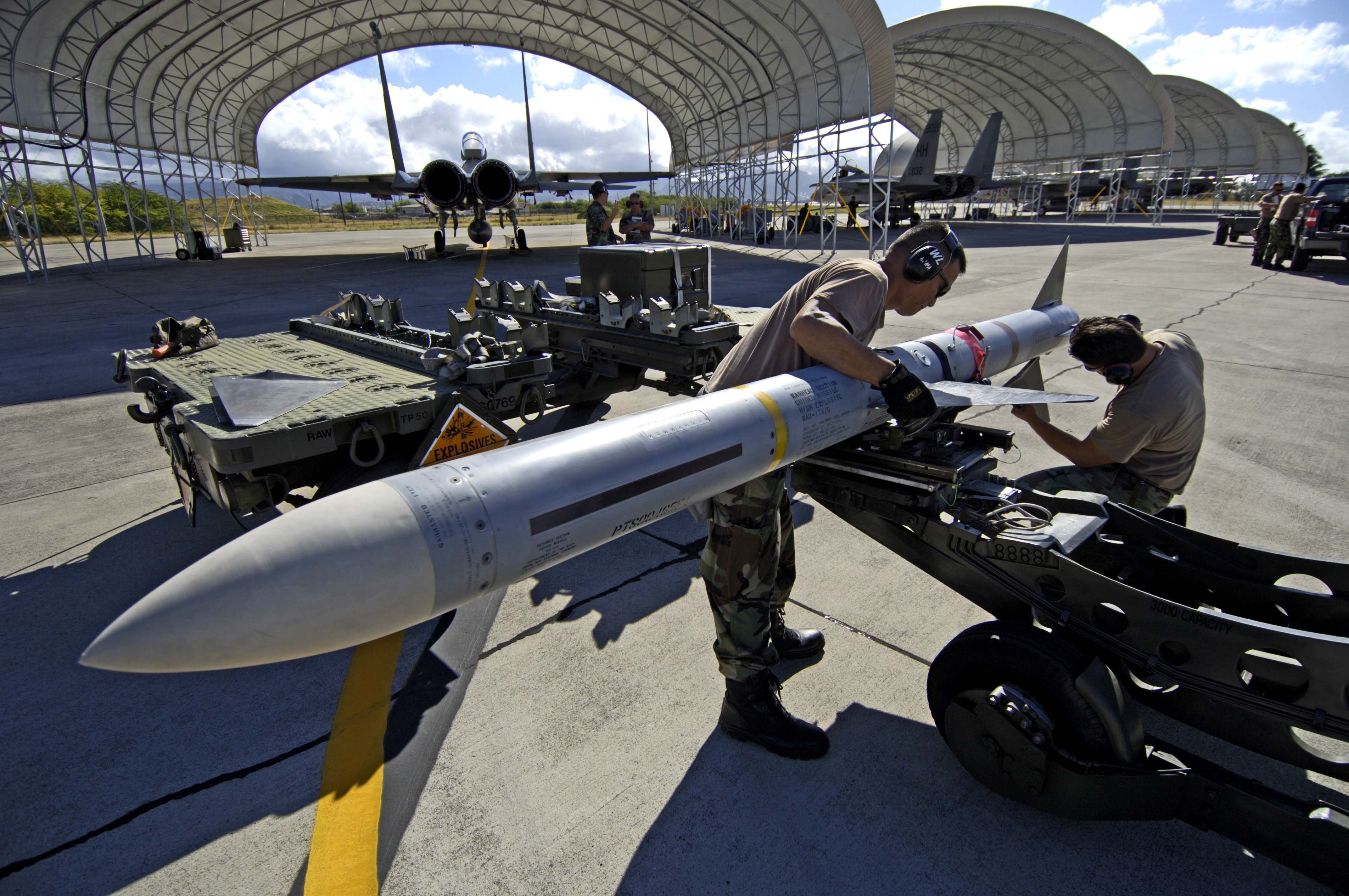
Siendo instalado en un AIM-7
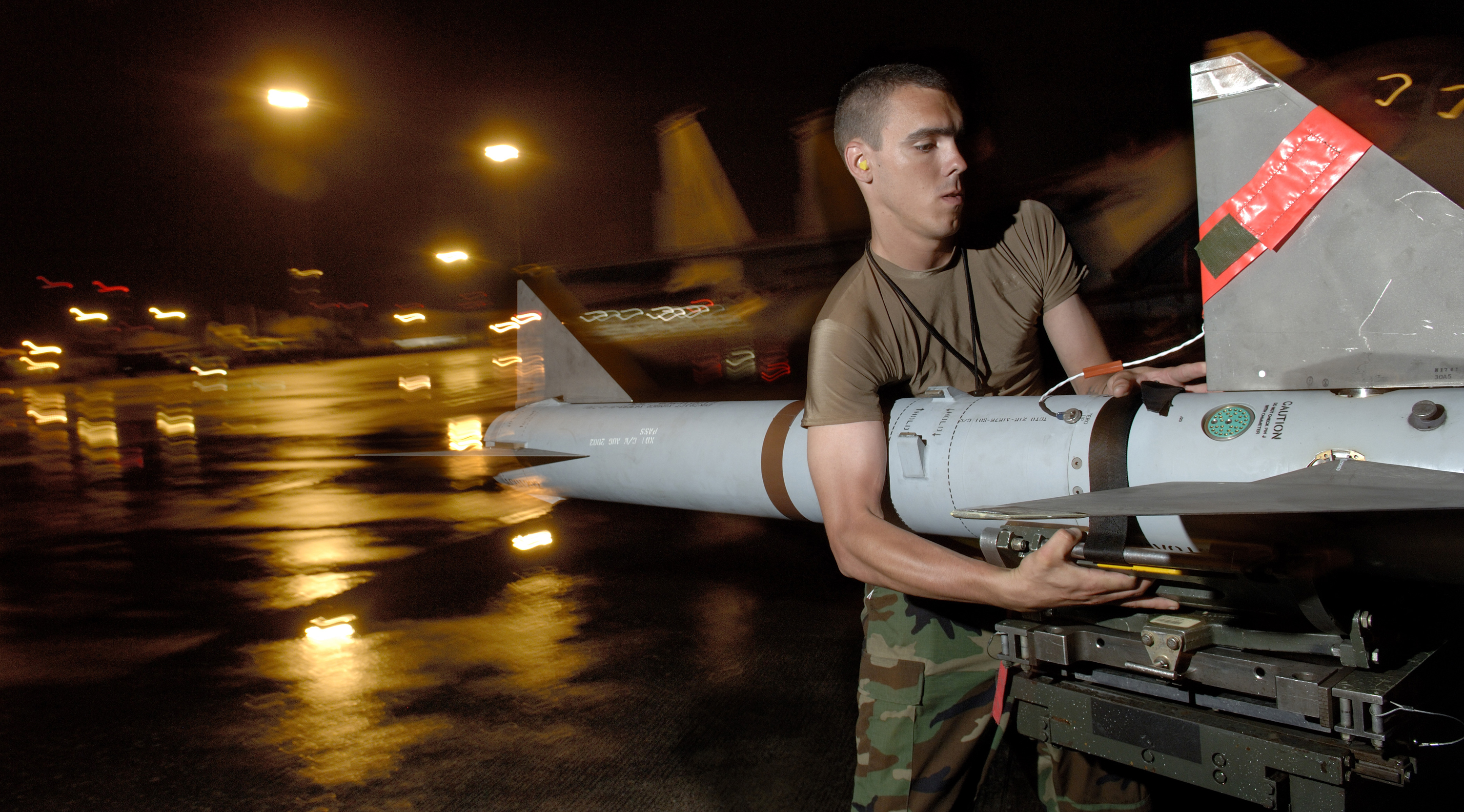
Un AIM-7M siendo cargado

## Principio de orientación

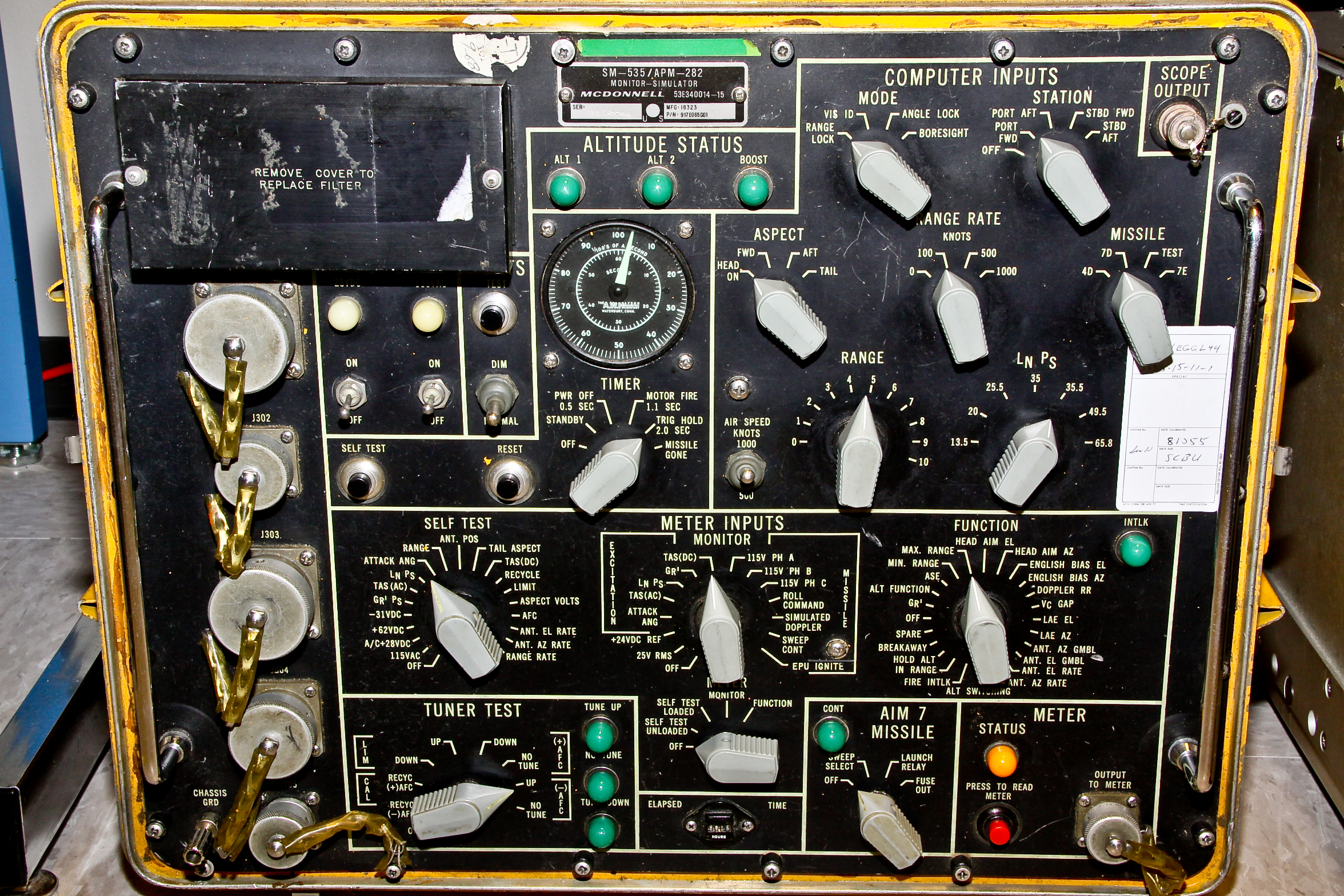
Primer plano de una computadora de prueba AN / APM-282, para probar la guía de misiles AIM-7

El avión de lanzamiento iluminará el objetivo con su radar. En los radares de la década de 1950, estos eran dispositivos de seguimiento de un solo objetivo que usaban una bocina de nutación como parte de la antena. Esto hizo que la viga fuera barrida en un pequeño cono. El procesamiento de la señal se aplicaría para determinar la dirección de la iluminación máxima y así desarrollar una señal para dirigir la antena hacia el objetivo. El misil detecta la señal reflejada del objetivo con una antena de alta ganancia de manera similar y dirige todo el misil hacia el cierre con el objetivo. La guía de misiles también toma muestras de una parte de la señal de iluminación a través de guías de onda que apuntan hacia atrás. La comparación de estas dos señales permitió a los circuitos lógicos determinar la verdadera señal de reflexión del objetivo, incluso si el objetivo fuera a expulsar bengalas que refleja el radar.

## Usuarios

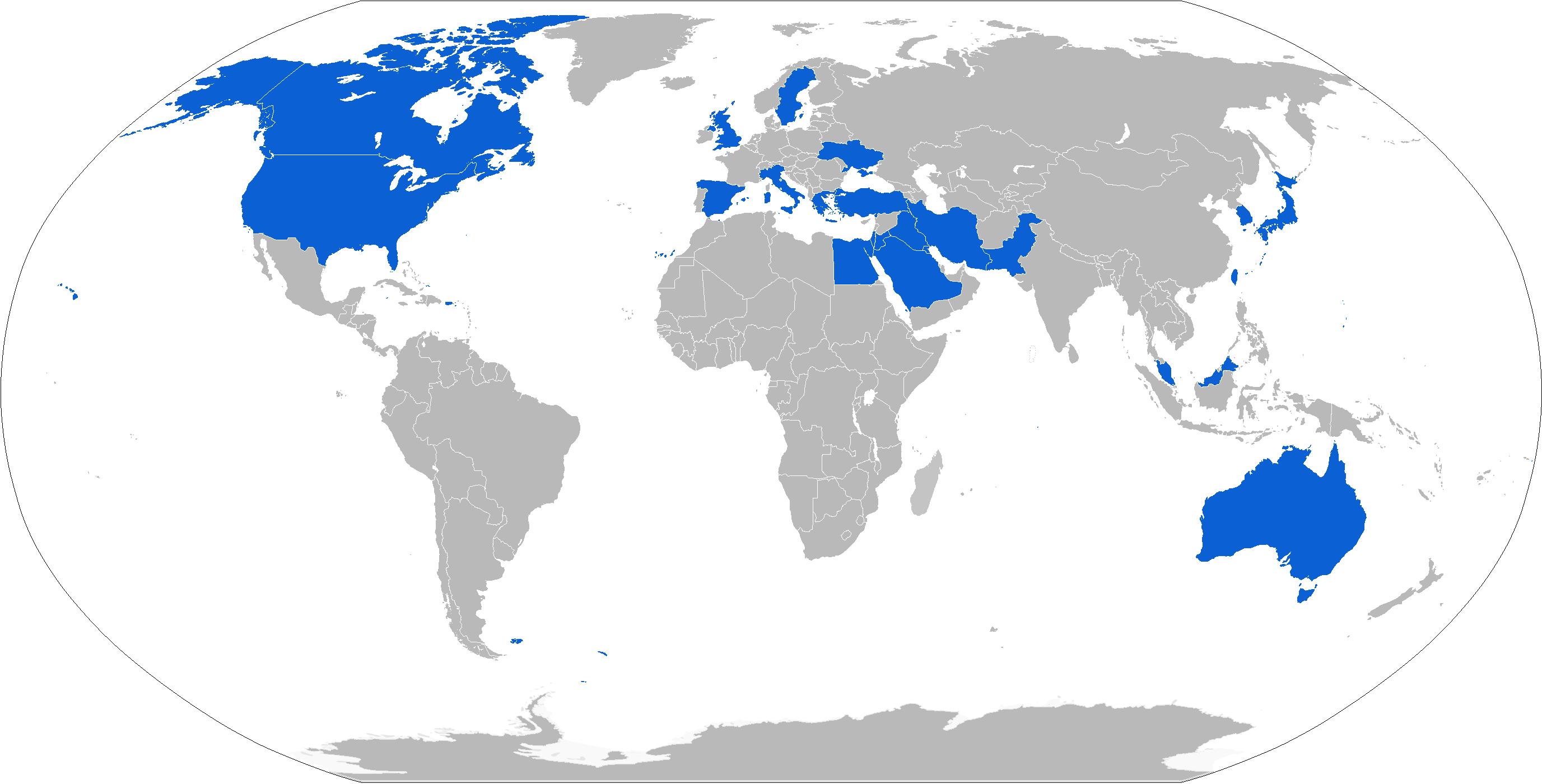
Operadores del AIM-7

Arabia Saudita
 Australia
 Canadá
 Chile
 Corea del Sur
 Egipto
 España
 Estados Unidos
 Grecia
 Irak
 Irán
 Israel
 Italia
 Japón
 Jordania
 Kuwait
 Malasia
 México
 Pakistán
 Reino Unido
 Singapur
 República de China
 Turquía

### Misiles similares
- Matra R.530
- Matra Super 530
- AIM-9 Sidewinder
- Vympel R-23
- Vympel R-27
- Selenia Aspide
- BAe Skyflash